# Jakob Werner
Jakob Werner (* 9. Januar 1861 in Löhningen; † 10. April 1944 in Zürich) war ein Schweizer Mittellateinischer Philologe und Bibliothekar. Seine Forschungen auf dem Gebiet der mittellateinischen Philologie gelten als Pionierleistung dieses damals noch nicht etablierten Fachbereiches.

## Leben und Werk
Von 1881 bis 1886 studierte Jakob Werner Klassische Philologie, Romanistik und Geschichte in Zürich und in Göttingen. Ab 1886 war er Lehrer an der Bezirksschule in Lenzburg. Dort wirkte er ab 1894 zudem als Stadtbibliothekar. Ab 1902 Bibliothekar an der Kantonsbibliothek Zürich, wurde Werner 1903 an der Universität Zürich promoviert, im Jahr 1908 folgte dort die Habilitation im Fach mittellateinische Philologie. Bis 1913 lehrte er als Privatdozent in Zürich. Seine „Brotarbeit“ als Bibliothekar beanspruchte ihn jedoch so sehr, dass er 1913 seine Venia legendi an der Universität Zürich aufgab.
Bis 1926 wirkte Jakob Werner als Bibliothekar zunächst an der Kantonsbibliothek Zürich, die 1916 in der Zentralbibliothek Zürich aufging. Er katalogisierte und edierte die mittelalterlichen Handschriften dieser Bibliotheken. Darüber hinaus edierte er mehrere Werke mittellateinischer Proverbien, Sequenzen und Kurzerzählungen.
Werners Dissertation diente der gründlichen Beschreibung und Analyse zweier Zürcher Handschriften, eines Florilegiums des frühen 13. und einer Miszellanhandschrift des 15. Jahrhunderts. Obwohl Werner nur kurze Zeit als Privatdozent wirkte, unterstützte er indirekt die Gründung des Mittellateinischen Seminars der Universität Zürich. In den 1950er Jahren verkaufte Jakob Werners 1892 geborener Sohn, der Arzt Hans Werner, die wissenschaftliche Bibliothek seines Vaters zu günstigen Bedingungen an den Kanton Zürich. Dieser Buchbestand bildet heute den Kernbestand der Forschungsbibliothek des 1963 gegründeten mittellateinischen Seminars der Universität Zürich.

## Veröffentlichungen (Auswahl)
- Die ältesten Hymnensammlungen von Rheinau. Hiersemann, Leipzig 1891 (Digitalisat).
- Notkers Sequenzen, Beiträge zur Geschichte der lateinischen Sequenzendichtung. Aus Handschriften gesammelt. Sauerländer, Aarau 1901.
- Lateinische Sprichwörter und Sinnsprüche des Mittelalters aus Handschriften gesammelt. 2., von Peter Flury überarbeitete Auflage. Wissenschaftliche Buchgesellschaft, Darmstadt 1966 (auch Winter, Heidelberg 1966; Erstausgabe Heidelberg 1912).